# Droga wojewódzka nr 563
Droga wojewódzka nr 563 (DW563) – droga wojewódzka o długości 67 km, łącząca DW560 w m. Rypin (województwo kujawsko-pomorskie) z DW544 w Mławie (województwo mazowieckie).